# Isaac Deutscher
Isaac Deutscher, född 3 april 1907 i Chrzanów, död 19 augusti 1967 i Rom, var en polskfödd judisk författare och marxist, som flyttade till England vid andra världskrigets utbrott 1939.

## Biografi
Deutscher studerade litteratur, historia och filosofi som extramural student vid Jagellonian University i Kraków. Vid 18 års ålder lämnade han Kraków och flyttade till Warszawa, där han studerade filosofi och ekonomi och blev marxist. 
Deutscher var medlem i polska kommunistpartiet och medarbetare i partipressen 1926–1932. Efter att ha uteslutits ur partiet på grund av antistalinism flyttade han till England där han var medarbetare i The Economist (1942–1949) och i The Observer (1942–1947).
I böcker och artiklar gjorde han uppmärksammade analyser av sovjetisk politik och räknades som en av de främsta auktoriteterna på området.
Mest känd är han för en biografi om Lev Trotskij i tre delar. Han har även skrivit en biografi över Josef Stalin.

## Svenska översättningar
- Stalin: en politisk biografi (Stalin, a political biography) (översättning Aida Törnell, Norstedt, 1951). Ny, rev. uppl.: Coeckelberghs, 1972 (översättningen reviderad av Håkan Arvidsson)
- Den stora utmaningen: utvecklingstendenser i sovjetisk politik (Rabén & Sjögren, 1962)
- Den ofullbordade revolutionen 1917–1967 (översättning Maj Frisch, Aldus/Bonnier, 1967)
- Den ojudiske juden (The non-Jewish Jew) (översättning av Elin Clason, Rabén & Sjögren, 1969)
- Den socialistiska människan och andra essäer (översättning av Bengt Lindroth, PAN/Norstedt, 1970)
- Den väpnade profeten: Trotskij 1879–1921 (The prophet armed) (översättning Martin Peterson, Coeckelberghs Partisanförlag, 1971)
- Lenins ungdom (Lenin's childhood) (översättning Bengt Lindroth, PAN/Norstedt, 1971)
- Den förvisade profeten: Trotskij 1929–1940 (översättning Mario Grut, Coeckelberghs Partisanförlag, 1972)
- Den avväpnade profeten: Trotskij 1921–1929 (The prophet unarmed) (översättning Otto Mannheimer, Coeckelberghs Partisanförlag, 1972)